# 4390 Madreteresa
4390 Madreteresa este un asteroid din centura principală, descoperit pe 5 aprilie 1976.